# Michael Kitchen
Michael Roy Kitchen (født 31. oktober 1948) er en engelsk skuespiller og fjernsynsproducer, der er bedst kendt for sin rolle som kriminalkommisær Christopher Foyle i ITV dramaserien Kriminalkommissær Foyle 2002-15. Han spillede også rollen som Bill Tanner i to James Bond-film og John Farrow i BBC Fours komedieserie Brian Pern.

## Filmografi

### Film
| År   | Titel                                   | Rolle                                     | Noter             |
| ---- | --------------------------------------- | ----------------------------------------- | ----------------- |
| 1971 | Unman, Wittering and Zigo               | Bungabine                                 | Drama             |
| 1972 | Vampyren jager hotpants                 | Greg                                      | Gyser             |
| 1974 | King Thrushbeard and the Proud Princess | King Thrushbeard                          | Tv-film           |
| 1975 | Savages                                 | Carlos Esquerdo                           | Tv-film           |
| 1976 | A Divorce                               | Laurence                                  | Tv-film           |
| 1978 | No Man's Land                           | Foster                                    | Tv-film           |
| 1980 | Caught on a Train                       | Navnløs rejsende                          |                   |
| 1980 | Breaking Glass                          | Larner                                    | Drama, Musical    |
| 1980 | Bedroom Farce                           | Nick                                      | Tv-film           |
| 1981 | The Bunker                              | Rochus Misch                              | Tv-film           |
| 1985 | Out of Africa                           | Berkeley                                  | Romantisk drama   |
| 1985 | The Browning Version                    | Frank Hunter                              | Tv-film           |
| 1985 | Love Song                               | William Hatchard                          | Tv-film           |
| 1989 | Dykket                                  | Bricks                                    | Thriller          |
| 1990 | Fools of Fortune                        | Mr Quinton                                | Rom-Com           |
| 1990 | The Russia House                        | Clive                                     | Thriller          |
| 1991 | The War That Never Ends                 | 2nd Athenian representative               | Tv-film           |
| 1992 | Enchanted April                         | George Briggs                             | Drama             |
| 1992 | Hostage                                 | Fredericks                                | Action thriller   |
| 1992 | The Guilty                              | Steven Vey                                | TV film           |
| 1993 | The Trial                               | Block                                     | Thriller          |
| 1995 | GoldenEye                               | Bill Tanner                               | Thriller          |
| 1997 | Mrs Dalloway                            | Peter Walsh                               | Romantisk drama   |
| 1998 | The Last Contract ("Sista Kontraktet")  | John Gales alias Ray Lambert              | Thriller (svensk) |
| 1999 | The World Is Not Enough                 | Bill Tanner                               | Action adventure  |
| 2000 | New Year's Day                          | Robin                                     | Drama             |
| 2000 | Proof of Life                           | Ian Havery                                | Thriller          |
| 2000 | The Railway Children                    | Far                                       | Tv-film           |
| 2011 | My Week with Marilyn                    | Hugh Perceval                             | Biografisk drama  |
| 2013 | Clowning Around                         | Clive Davies, Head of Clowns (voice over) | Kortfilm          |

### Television
| År        | Titel                              | Rolle                          | Noter                                       |
| --------- | ---------------------------------- | ------------------------------ | ------------------------------------------- |
| 1970      | Thirty-Minute Theatre              | Waller                         | 1 episode: Is That Your Body?               |
| 1971      | Man at the Top                     | Trevor                         | 1 episode: The Prime of Life                |
| 1971      | Z Cars                             | Royal Hall                     | 2 episoder                                  |
| 1972      | ITV Sunday Night Theatre           |                                | 1 episode: The Web                          |
| 1972      | New Scotland Yard                  | Peter Coppard                  | 1 episode: Hoax                             |
| 1973      | Country Matters                    | Henry Batley                   | 1 episode: The Four Beauties                |
| 1973      | Late Night Theatre                 | Paul                           | 1 episode: Susan                            |
| 1973      | Crime of Passion                   | Philippe Villon                | 1 episode: Chantal                          |
| 1973      | The Brontes of Haworth             | Branwell Brontë                | 4 episoder                                  |
| 1973      | Great Mysteries                    | Herbert White                  | 1 episode: The Monkey's Paw                 |
| 1973      | Love Story                         | Roy                            | 1 episode: Audrey had a Little Lamb         |
| 1973      | Marked Personal                    | Simon                          | 2 episoder                                  |
| 1974      | Fall of Eagles                     | Leon Trotsky                   | 2 episoder                                  |
| 1974      | Seven Faces of Woman               | Archie                         | 1 episode                                   |
| 1974      | Thriller                           | Ian/George Newton              | 2 episoder                                  |
| 1975      | Centre Play                        | The Student                    | 1 episode: The Imp of the Perverse          |
| 1975      | Churchill's People                 | John Wilmot, Earl of Rochester | 1 episode                                   |
| 1979      | The Professionals                  | Duffy                          | 1 Episode: "Runner"                         |
| 1984      | Weekend Playhouse                  | Ed                             | 1 episode: As Man and Wife                  |
| 1984      | Freud                              | Ernst von Fleischi-Marxow      | 3 episoder                                  |
| 1989      | Minder                             | Maltese Tony                   | 1 episode                                   |
| 1989      | The Justice Game                   | Tim Forsythe                   | 4 episoder                                  |
| 1989      | Theatre Night                      | David                          | 1 episode: Benefactors                      |
| 1989      | Screen One                         | Bill English                   | 1 episode: Home Run                         |
| 1991      | Chancer                            | Roman                          | 2 episoder                                  |
| 1992      | Boon                               | Donald Blake                   | 1 episode: Shot in the Dark                 |
| 1992      | Lovejoy                            | David Herbert                  | 1 episode: Kids                             |
| 1992      | Inspector Morse                    | Russell Clark                  | 1 episode: The Death of the Self            |
| 1993      | The Young Indiana Jones Chronicles | Lloyd George                   | 1 episode: Paris, May 1919                  |
| 1993      | The Good Guys                      | Graham Croxley                 | 1 episode: Old School Ties                  |
| 1993      | To Play the King                   | The King                       | 4 episoder                                  |
| 1994      | Shakespeare: The Animated Tales    | Polixenes/ Narrator            | 2 episoder                                  |
| 1994      | Dandelion Dead                     | Major Herbert Rowse Armstrong  | 4 episoder                                  |
| 1995      | The Buccaneers                     | Sir Helmsley Thwaite           | 5 episoder                                  |
| 1995      | The Hanging Gale                   | Captain William Townsend       | 4 episoder                                  |
| 1996      | A Touch of Frost                   | Jonathan Meyerbridge           | 1 episode: The Things We Do for Love (1996) |
| 1997      | Harry Enfield and Chums            | David the Director             | 1 episode #2.6                              |
| 1997      | Reckless                           | Richard Crane                  | 6 episoder                                  |
| 1997      | Sunnyside Farm                     | Letchworth                     | 6 episoder                                  |
| 1998      | Dalziel and Pascoe                 | Philip Swain                   | - Bones and Silence (1998)                  |
| 1999      | Oliver Twist                       | Mr Brownlow                    | 4 episoder                                  |
| 1999-2002 | Always and Everyone                | Jack Turner                    | 18 episoder                                 |
| 2000      | Masterpiece Classic                | Far                            | episode: The Railway Children               |
| 2000      | The Holocaust on Trial             | Prof. Richard Evans            |                                             |
| 2000      | The Secret World of Michael Fry    | Herbie                         | 2 episoder                                  |
| 2002–2015 | Foyle's War                        | Christopher Foyle              | 28 episoder                                 |
| 2003      | Faking It USA                      | Fortæller                      |                                             |
| 2006      | Faking It                          | Fortæller                      | episode: Burlesque Special                  |
| 2007      | Mobile                             | David West                     | episode: The Soldier                        |
| 2012      | White Heat                         | Jack (Present Day)             | episode: The Sea of Trees                   |
| 2014      | The Life of Rock with Brian Pern   | John Farrow                    | 8 episoder                                  |
| 2016      | The Collection                     | Frederic Lemaire               | The Scent (2016)                            |
| 2017      | Brian Pern: A Tribute              | John Farrow                    |                                             |